# Brooklyn (Nouvelle-Zélande)
Pour les articles homonymes, voir Brooklyn (homonymie).
Brooklyn est une banlieue de la capitale Wellington, située au sud de l’Île du Nord de la Nouvelle-Zélande.

## Situation
Brooklyn est située à 3 km au sud du centre d’affaires de la ville de Wellington, sur les pentes est des collines se dressant au-dessus de  Happy Valley.

### Parcs de la ceinture verte de Wellington

#### Central Park
- Central Park (nommé d’après la zone du même nom située à New York), sépare la banlieue de Brooklyn de la cité de Wellington.

Fondée en 1913 au niveau de la ceinture verte de la ville de Wellington, le parc est caractérisé par une série de portes en fer forgé au niveau de son entrée principale ; le maire d’alors de la cité de Wellington , John Pearce Luke (en) les donna à la ville en 1920.
Durant la seconde guerre mondiale, entre 1942 et 1944, les forces américaines établirent là, dans le parc, un camp militaire.
En octobre 1942, les travaux de construction d’un bâtiment commencèrent avec une demande initiale pour y loger 416 hommes du corps des Marines américains.
Le camp construit en partie pouvait accepter quelques occupants dès le 22 novembre 1942 et en juillet 1943, il pouvait loger 540 personnes.
Les US Marines réclamèrent une expansion du camp plus loin, mais l’amélioration de la situation militaire précéda cette expansion.

#### Le parc Tanera
Tanera Park siège au nord et nord-ouest de Central Park sur le côté opposé de Ohiro Road.
Le parc contient des installations de sports comprenant le football, le cricket, et des surfaces artificielles ainsi que des vestiaires.
En 1991, le conseil de la cité de Wellington (en)» mit de côté une partie du parc à l’issue d’un procès pour aider les familles de faibles revenus et les organismes de la communauté à faire pousser leurs propres légumes.
En 2008, les jardins, comprenant 33 emplacements, qui ont commencé à être connus sous le nom de Tanera Community Gardens, gérés par le Mokai Kainga Trust .

#### Le parc Elliott
Elliott Park siège sur le côté ouest de Brooklyn, adjacent à Mitchell Street et Karepa Street.
Le parc avait un terrain de jeux pour les enfants, mais toutefois ce terrain a été retiré par le conseil de la cité de Wellington et n’a pas été remplacé.
Le terrain du parc avait été donné par Mr Elliott, qui avait une ferme à cet emplacement.
Il y a toujours aussi des cochons sauvages et des chèvres dans les collines au-dessus de Elliott Park.

### Brooklyn Hill
La colline de Brooklyn Hill est haute de299 m.

### Turbines d’éoliennes

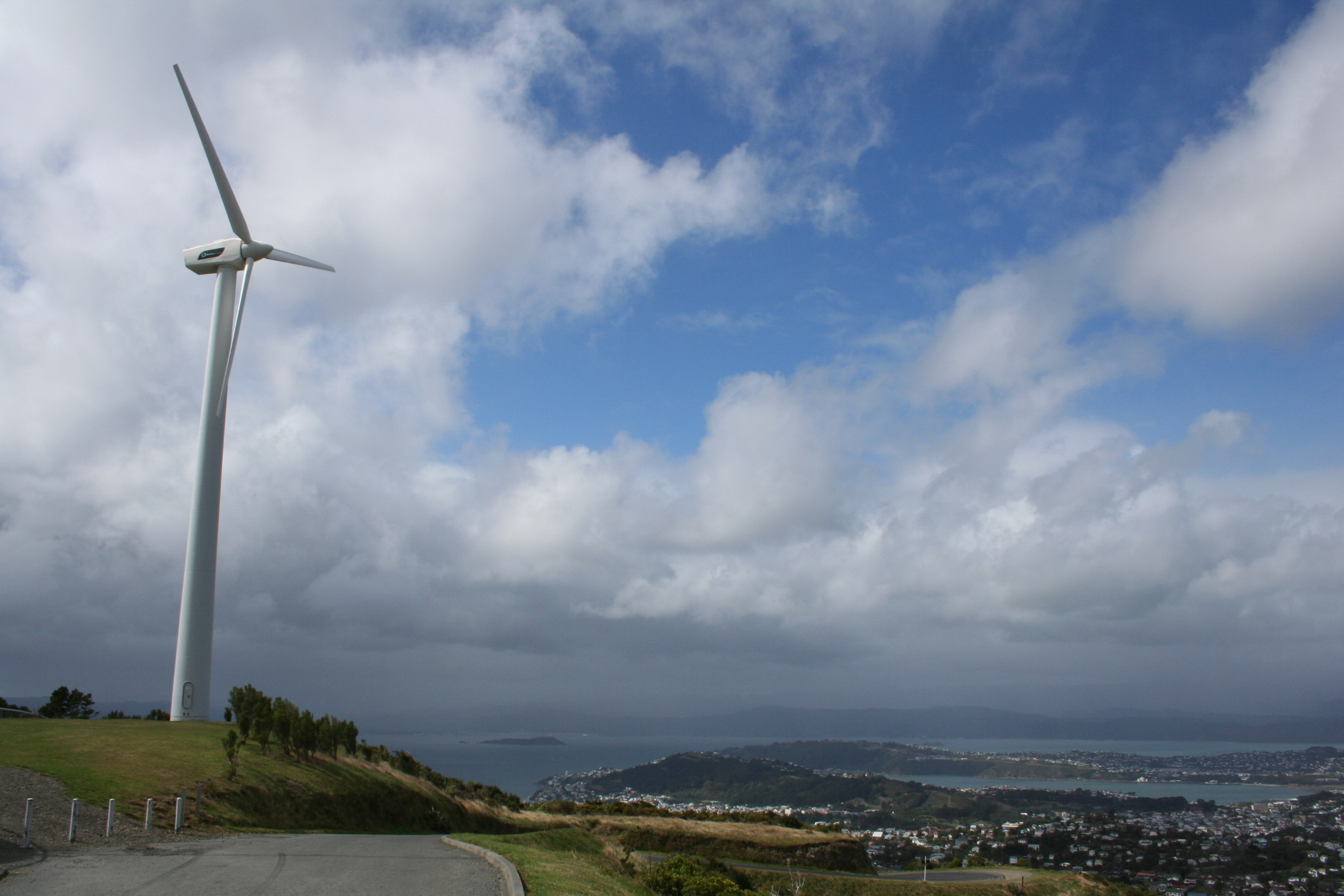
La turbine à vent original de Brooklyn avec l’Île Matiu/Somes, le mont Victoria et la péninsule de Miramar dans l’arrière-plan

La société corporation de l’électricité de Nouvelle-Zélande (en) a installé l’éolienne de Brooklyn sur Pol Hill au-dessus de la partie nord-ouest de la banlieue de Brooklyn en mars 1993 dans le cadre d’un projet de recherche sur la génération de courant électrique partir de l’ énergie du vent.
La Corporation a choisi le site de Brooklyn du fait que c’est la partie de Wellington, qui a des turbulences du vent plus importantes que la normale et pour gagner le maximum d’exposition à la vue des habitants de Wellington.
La turbine, visible à partir de nombreuses parties de la cité, se dresse à 299 mètres au-dessus du niveau de la mer.
Elle est devenue la plus ancienne éolienne fonctionnant en Nouvelle-Zélande.
La turbine originale fut délaissée en 2015 du fait de son âge et remplacée en 2016 par une version plus grande.
La turbine originale, de marque Vestas Wind Systems A/S (en), était une machine relativement petite comparée avec d’autres turbines installées en 2008 en Nouvelle-Zélande, telles que celles de la ferme d’éolienne de Te Āpiti Wind (en)], avec une capacité installée de seulement 225 kW.
La turbine actuelle, de type Enercon E-44 d’origine allemande, a une capacité 900 kW, suffisante pour alimenter en courant environ 490  maisons dont le courant est transmis au réseau local pour une distribution générale.
La tour de l’éolienne est haute de 44 m et les pales sont longues de 20,8 m.
La société Meridian Energy (en) a géré la turbine depuis son installation en tant que compagnie indépendante à partir de 1999 du fait de la dérégulation du marché de l’électricité de la Nouvelle-Zélande (en).

### Mémorial de la Guerre

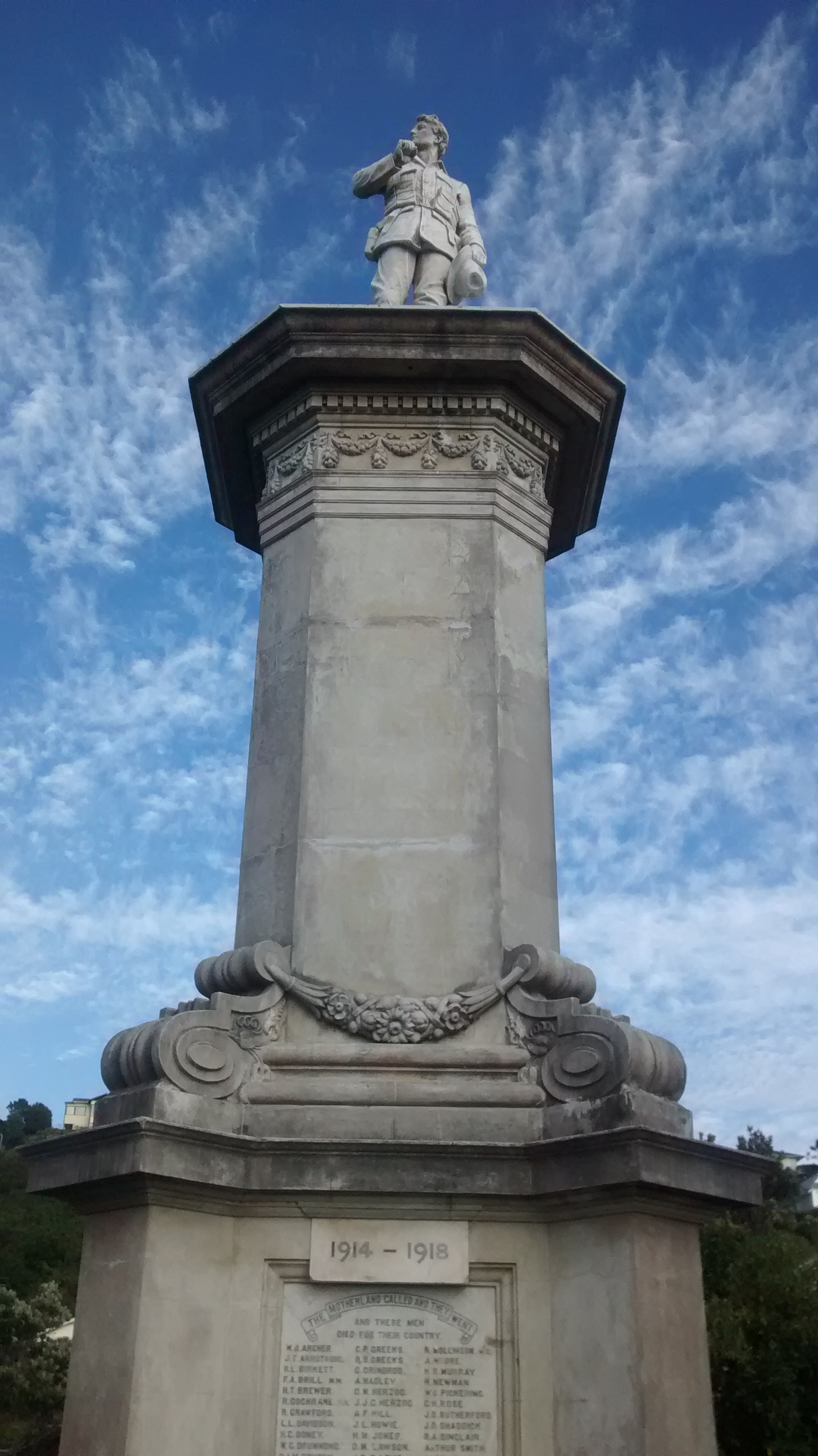
Le Mémorial de la Guerre de Brooklyn

Le mémorial de la Guerre de Brooklyn domine au nord de la banlieue de Brooklyn à partir du sommet de Sugarloaf Hill.
Il recense la liste des noms des 48 soldats de Brooklyn, qui furent tués à la guerre.
Peu après la fin de la guerre en 1918, un mouvement pour la construction d’un mémorial commença à apparaître avec une levée de fonds dans les deux ans.
La (RSA) (en) de Brooklyn a choisi comme monument une statue sculptée dans le marbre décrivant un soldat avec un chapeau à la main, regardant en direction de l’entré du port à travers lequel navigue un transport de troupes portant avec ceux qui ne reviendront pas.
Le colonel George Mitchell (en) Distinguished Service Order ou D.S.O. MP inaugura le mémorial le 22 septembre 1922.
Pendant environ 16 ans, un comité de mandataires maintint en état le mémorial, avant de le repasser au conseil de la cité de Wellington (en).
En 2003, une restauration de neuf mois eu lieu, qui impliquait de resécuriser la structure au niveau des plaquettes en béton sur laquelle elle repose, ainsi qu’un nettoyage, une restauration des plâtres, un retrait de la rouille et le remplacement des parties manquantes.
L’inscription sur le piédestal dit :La patrie a appelé et ils sont venus et ces hommes sont morts pour leur pays.

#### Emplacements des canons de Pol Hill
Les emplacements des canons anti-aériens de Pol Hill, bien préservés au niveau de la colline de Pol Hill, datent de mars 1942: ils ont été construits pour la défense de la capitale, en réponse à la crainte d’un raid ou pire d’une invasion de la part de l’empire du Japon.
Une fois terminée, la batterie avait des installations pour loger 109 personnes de l’armée.
La batterie siège légèrement au nord de la turbine à vent dans le secteur de Panorama Heights sur un site attribué à une réserve de terre.
Le site en arrière du pas de tir s’étend autours du sanctuaire de la vie sauvage de Zélandia.

### Bâtiments

#### Style architectural
Brooklyn se caractérise par un certain nombre de styles différents au niveau des bâtiments, bien que très peu des cottages de style ancien ne persistent.
Un des plus anciens enregistrés dans l’ensemble du secteur, siège dans Nairn Street dans les environs de la banlieue de Mont Cook.
Il date des années 1858, et abrite entre autres : le The Colonial Cottage Museum (en).
Brooklyn lui-même contient des exemples de nombreux styles de construction comprenant :
- Villa ( villas simple) – vers 1895
- Bay villa – vers 1910
- bungalows californiens – vers 1920
- Des state house – entre 1930 et 1940
- Des bungalows – vers 1960

##### Villas (Simple villas)
La Simple Villa, un style de domicile construit dans les environs des années 1895, apparaissant souvent sous la forme de structures plus large que le cottage et les propriétés de style victorien construites avant cette époque.
Elles consistent généralement en un hall d’entrée et de deux pièces, une de chaque côté de l’entrée avec au bout à l’intérieur : la salle de bains.
Souvent un « appentis » attaché à l’arrière de la maison, permet d’avoir une zone de stockage, qui peut inclure une wash-house.
Avec la conception de la propriété ayant une cheminée à l’intérieur de la maison (à l’opposé des cheminées attachées à un mur extérieur de côté), un foyer dans le salon et la cuisine qui peuvent utiliser tous les deux la même cheminée : une configuration connue sous le nom de « dos à dos ».
Les Brooklynites ont construisirent ces maisons en bois d’œuvre avec la plupart des caractéristiques de cette période (incluant des épistyles, plantinonnages, portes et fenêtres) et étaient achetables comme des items standards à leur marchand de bois.

#### Bâtiments d’intérêt particulier
- La Sutch House, conçue par Ernst Plischke (en) et construite entre 1953 et 1956, siège sur Todman Street.

La maison montre l’influence des Autrichiens Nouvelle Construction: un mouvement architectural auquel Plischke a appartenu en 1930.
L’architecte de Wellington Alistair Luke restaura la Maison Sutch durant l’année 2003.
Il reçut plus tard les nouvelles de l’un de ceux qui avaient possédé et vivait dedans du temps de Ernst Plischke.
C’était un design moderniste et il avait gagné une Resene Award de la part du New Zealand Institute of Architects (en) pour une Enduring Architecture.
- Tower Studio (localisé sur Karepa Street), un bâtiment de travail de 5 étages en forme de tour de Toscan, qui prend son inspiration des tours de San Gimignano en Toscane.

Il domine la réserve formée de bush natif située dans Brooklyn avec un belvédère ouvert offrant une vue panoramique sur 360°.

## Histoire

### Pré-européenne
Dans la période pré-européenne, les māori connaissaient les collines de ‘Brooklyn’ sous le nom de Turanga-rere, qui se traduit comme:les vagues de plumes du parti de la guerre.
Une interprétation suggère que cela peut faire référence à tous les arbres dans les collines, ondulants avec le vent comme les parures dans les cheveux des guerriers dansant le haka .
Brooklyn et plus largement la région de Wellington, encore en 2008, abritait alors un certain nombre d’iwi, ou tribus, toutes représentées à travers une charte de bonne entente avec le conseil régional de Wellington (en) signée en juillet 2000:
- Te Ati Awa
- Muaupoko (en)
- Rangitāne o Wairarapa
- Ngāti Raukawa (en)
- Ngāti Toa (Ngāti Toarangatira)
- Te Atiawa ki Whakarongotai

### Colonisation européenne
La colonisation par les Européens commença dans le secteur durant les années 1840.
En Janvier 1842, le bateau nommé London, commandé par le capitaine Attwood, mit les voiles pour son second voyage vers Wellington à partir de Gravesend dans le Kent.
Il transportait 700tonnes de marchandises, 137 adultes et 39 enfants.
Le 1er mai 1842, le bateau arriva à Wellington, avec John et Louisa Fitchett et leurs 7enfants, qui faisaient partie des passagers.
La jeune colonie s’établit dans un district d’Ohiro au début de 1840 à partir des terres entourant port Nicholson (en) (le nom non officiel donné à Wellington Harbour (en) mais qui fut renommé en 1980).
Les colons ne pouvaient avoir accès au nouveau district que seulement par la route raide de Ohiro Road à partir de ce qui est appelé actuellement Aro Street.
Le terrain fut subdivisé en de nombreux lots.
En 1852, John Fitchett acheta un certain nombre de ces blocs et établit une laiterie appelée Ohiro Farm, connue aussi comme la ferme de Fitchett.
Un centre-ville nommé Fitchett Town se forma en 1860 et il gagna son nouveau nom de Brooklyn en 1888, quand les propriétaires d’alors, Ashton B. Fitchett (le fils de John Fitchett décédé en 1875) et R.B. Todman, offrirent à la vente les principales subdivisions.
L’offre comprenait 208 lots, issus de la ferme de Fitchett située à côté de Brooklyn.
En 1899, après que la vente d’autres subdivisions eurent lieu et que la route principale de Mitchell ainsi que Todman Streets eurent pris forme, elles se croisèrent avec Reuben, Bruce, Laura et Charlotte Avenues, Tanera Crescent, Apuka Street et Sugar Loaf Road (le site du mémorial de la Guerre).
En 1902, Brooklyn fut étendue plus loin en remontant sur la colline de Brooklyn Hills, quand Ashton B. Fitchett vendit des lots de terre supplémentaires.
À la fois, Karepa et Apuka Street furent étendues jusqu’à ces terrains nouvellement disponibles.
Un nouveau parcours de tramway ouvrit en 1906.
Contrairement aux trajets existant vers Brooklyn via Aro Street et Ohiro Road, qui ont un gradient excessivement raide, les nouvelles routes ont été taillées à travers la ceinture verte de la ville en passant par Central Park.
Cette route plus tard devint la Brooklyn Road actuelle.
Le tramway fut fermé en 1957, et le trajet entre la Cité de Wellington et Brooklyn est maintenant desservi par les bus numéros 7 et 8.
Le trajet du numéro 7 (City – Brooklyn- Kingston) fut électrifié dans le cadre d’une partie du réseau du service de trolleybus de la cité de Wellington City, qui fut terminé en 2017.

## Toponymie
Brooklyn tire son nom du borough de New York, qui en retour rappelle la ville hollandaise de Breukelen.
Quand un syndicat conduit par J.F.E. Wright (un conseiller du conseil provincial de Wellington (en) entre 1861 et 1863, puis plus tard pour Karori et Makara entre 1873 et 1876, subdivisa Brooklyn, donnant leur nom à un certain nombre de rues d’après les anciens président républicains américains :
- Grover Cleveland (en fonction de 1885 à 1889 et de 1893 à 1897) pour Cleveland Street
- Calvin Coolidge (en fonction de 1923 à 1929) pour Coolidge Street
- James Garfield – Garfield Street
- William Henry Harrison – Harrison Street
- Herbert Hoover (en fonction de 1929 à 1933) pour Hoover Street
- Thomas Jefferson – Jefferson Street
- Abraham Lincoln – Lincoln Street
- William McKinley – McKinley Crescent
- William Taft – Taft Street
- George Washington – Washington Avenue

## Démographie
Toutes les données ci-dessous sont tirées du recensement de 2013 en Nouvelle-Zélande
Le recensement de 2013 décomptait 4074 personnes définies comme la population des résidents habituels.
Le sexe-ratio homme versus femme était de 1:1.069, avec 48,3 % d’hommes et 51,7 % de femmes.
Ceci est à comparer à la cité de Wellington et à l’ensemble de la Nouvelle-Zélande, qui sont respectivement de : 1 :1065 et 1 :1055 respectivement.
L’âge médian était de 34,2 ans, comparé avec l’âge médian de 33,9 ans pour la Cité de Wellington. 16,8 % des personnes dans la banlieue de Brooklyn étaient âgées de moins de 15, comparées avec les 17,3 % dans la ville de Wellington City et 20,4 % pour l’ensemble de la Nouvelle-Zélande.
7,2 % des résidents de Brooklyn étaient âgés de plus de 65 ans, à comparer avec les 9,5 % de Wellington City et 14,3 % pour l’ensemble de la Nouvelle-Zélande.
L’ethnie était pour : 84,7 % des habitants se définissaient eux-mêmes comme européens comparés respectivement avec les 76,4 % pour Wellington City et 70,0 % pour l’ensemble de la Nouvelle-Zélande.
Emplois : en 2013 lors de recensement, le taux de sans emploi pour la banlieue de Brooklyn était de 6,6 %, comparé avec les respectivement 6,5 % et 7,1 % pour la cité de Wellington et l’ensemble de la Nouvelle-Zélande.

## Installations et aménagements

### Cinéma
Brooklyn abrite le Penthouse Cinema, localisé sur Ohiro Road juste au sud de Cleveland Street.
Construit par la famille Ranish dans le style Art déco, il ouvrit le 15 juin 1939 sous le nom de théâtre Vogue (en).
La famille Ranish fit fonctionner le cinéma jusqu’en 1951, quand la société Vogue Company Limited disparue.
La société Vogue Company passa en fait du cinéma à la télévision avec des studios où la TV commerciale fut mise en place.
Le bâtiment fut renommé le Penthouse Cinéma, quand il fut racheté par Merv et Carol Kisby en 1975.
Depuis lors, des écrans supplémentaires ont été ajoutés et la rénovation de l’intérieur a été réalisée en gardant le style original style Art déco.

### Bibliothèque
Brooklyn à une branche de la bibliothèque ouverte le 16 février 1905 au niveau du 22 Harrison Street comme deuxième site de la bibliothèque principale de bibliothèque central de Wellington (en).
Elle a ouvert avec 350 livres et à raison de 9 heures par semaine.
Le bibliothécaire vivait dans un appartement à proximité du bâtiment.
En 1960, la bibliothèque fut déplacée vers le bâtiment actuel au coin de Harrison et Cleveland Streets.
L’entrée originale était sur Harrison Street, mais en 1992, celle-ci fut fermée et une rampe d’accès mise en place sur Cleveland Street, permettant aux chaises roulantes d’entrer plus aisément.
Le bâtiment original est devenu maintenant le :Centre de jeux de Brooklyn

### Écoles et maternelles

#### Écoles de Brooklyn
L’école nommée Wellington|Brooklyn School est une école primaire d’État située au 58 Washington Ave, ouverte en novembre 1888 et accueillant des élèves à partir des nouveaux entrants (à l’âge de 5 ans et jusqu’à l’année 8 (soit à l’âge de 12 ans) et à raison d’un effectif de 390 à 450 enfants chaque année.
Le Principal actuel est Liz Rhodes.

#### Écoles St Bernard
L’école St Bernard de Brooklyn, est une école mixte catholique, occupant le 40 Taft Street, un cul-de-sac privé.
L’école débuta en 1935, quand les Sœurs de Notre Dame de la Merci fournirent deux sœurs enseignantes nommées : Boniface et Fabian.
Elle ouvrit le 5 février 1935 sous le nom de école St Anthony de Brooklyn, dans les locaux de l’église de Jefferson Street – l’église elle-même ayant été ouverte en juin 1911.
À cette époque, l’école ouvrit avec 44 enfants catholiques, qui précédemment fréquentaient l’école publique locale, dont 43 élèves furent transférés à St Anthony le jour de l’ouverture, mais à la fin de l’année, l’effectif avait grimpé à 69 élèves.
Le bâtiment resta comme l’un des plus grands halls d’église avec l’installation temporaire d’une partition durant la semaine pour créer une deuxième salle de classe.
Le vendredi après la fin des cours, la partition et les bureaux étaient retirés et remplacés par des bancs d’églises pour la messe du dimanche, après quoi les bureaux et la partition étaient ré-installés, prêts pour l’école le lundi matin.
En 1949, le prêtre de la paroisse, le frère Paul Kane, procura du terrain situé au niveau du site actuel, en 2008 dans Taft Street.
La paroisse re-localisa l’église et une nouvelle école fut construite.
Toutefois en 1961, la paroisse et l’école changèrent de nom : le prête, qui en prit acte portait le nom de Bernard.
Les Soeurs du Merci continuèrent à faire fonctionner l’école jusqu’en 1973, quand Doreen Barry devint la première Principale laïque
De 2008 jusqu’à aujourd’hui, l’école St Bernard de Brooklyn est connue comme l’école primaire catholique urbaine fermée aux magasins et aux bus et à seulement 5 minutes du centre de la cité. Le principal actuel est ‘Joan Woods’.

#### Centre pour la petite enfance de Brooklyn
Le Brooklyn Early Childhood Centre ou BECC, est une association à but non lucratif avec une crèche communautaire située au 96a Washington Ave, ouverte en 1993.
La BECC est localisée sous la paroisse:St Matthew's Joint Parish.

### Églises
- L’Église St Bernard (catholique), dans Taft Street
- L’Église Anglicane de Brooklyn
- La paroisse St Matthew's Joint Parish, au 96 Washington Avenue.

St Matthew combine les activités des groupes anglicans, méthodistes et presbytériens depuis 1970.
- L’Église réformée de Wellington, 36 Harrison Street
- L’église coréenne de Wellington, au 184 Ohiro Road

### Transport
Brooklyn est desservie par les lignes 7, 17 et 29.

### Haute commission Malaysienne
La Malaysian High Commission occupe le coin de Washington Avenue et de Brooklyn Road.
C’est la plus au sud des hautes commissions (l’équivalent d’une ambassade pour ce qui concerne les pays du Commonwealth).

## Résidents notables de Brooklyn, passé et présent
- Architecte Ernst Plischke (en) (1903–1992) était né à Vienne en Autriche et émigra en Nouvelle-Zélande avec sa femme juive en 1939, pour échappe au Nazisme d’Hitler.
- Jane Thomson (en) (1858–1944), montagnarde.

La seconde femme à traverser le Mont Cook, en 1916.
- Le groupe Shihad (autrefois appelé les Pacifier ), initialement de Wellington maintenant de Melbourne, en Australie.

Leurs albums sont disponibles en librairie.
Le groupe Shihad est formé de Jon Toogood (voix et guitare), Tom Larkin (batterie), Karl K (basse) et Phil Knight (guitare et synthétiseur).
- Bill Sutch (en) (1907–1975) fut un professeur, économiste, écrivain et diplomate.
- Raymond Ching (en) était né à Brooklyn en 1939.

Ses peintures furent d’abord visibles à Auckland en 1966, sous forme d’une exposition de 30 peintures à l’eau et des gouaches portant sur les oiseaux, qui est son sujet préféré à cette époque là.
Ces premières peintures établirent sa réputation en Nouvelle-Zélande.

## Politiques

### Élections des autorités locales
Brooklyn forme une partie du ward de Lambton pour les élections des autorités locales, qui désignent des membres pour siéger au conseil de la cité de Wellington (en) mais une petite zone de l’extrémité sud de Brooklyn fait partie du Southern Ward.
Le Conseil a approuvé ce système de ward pour les élections des Autorités locales dès 2007, le 8 juillet 2006.
Un certain nombre d’autres banlieues fond partie du ward de Lambton (toutes situées au nord de Brooklyn), comprenant :
- Aro valley
- Highbury (Wellington)
- Kelburn
- Mount Cook
- Mount Victoria
- Oriental Bay
- Pipitea
- Te Aro
- Thorndon
- Wadestown

### Élections générales
Pour les Élections générales, la plus grande partie de Brooklyn forme une partie du Wellington Central (en) et pour le Māori Electorate (en), Te Tai Tonga (en).